# Rekamiera

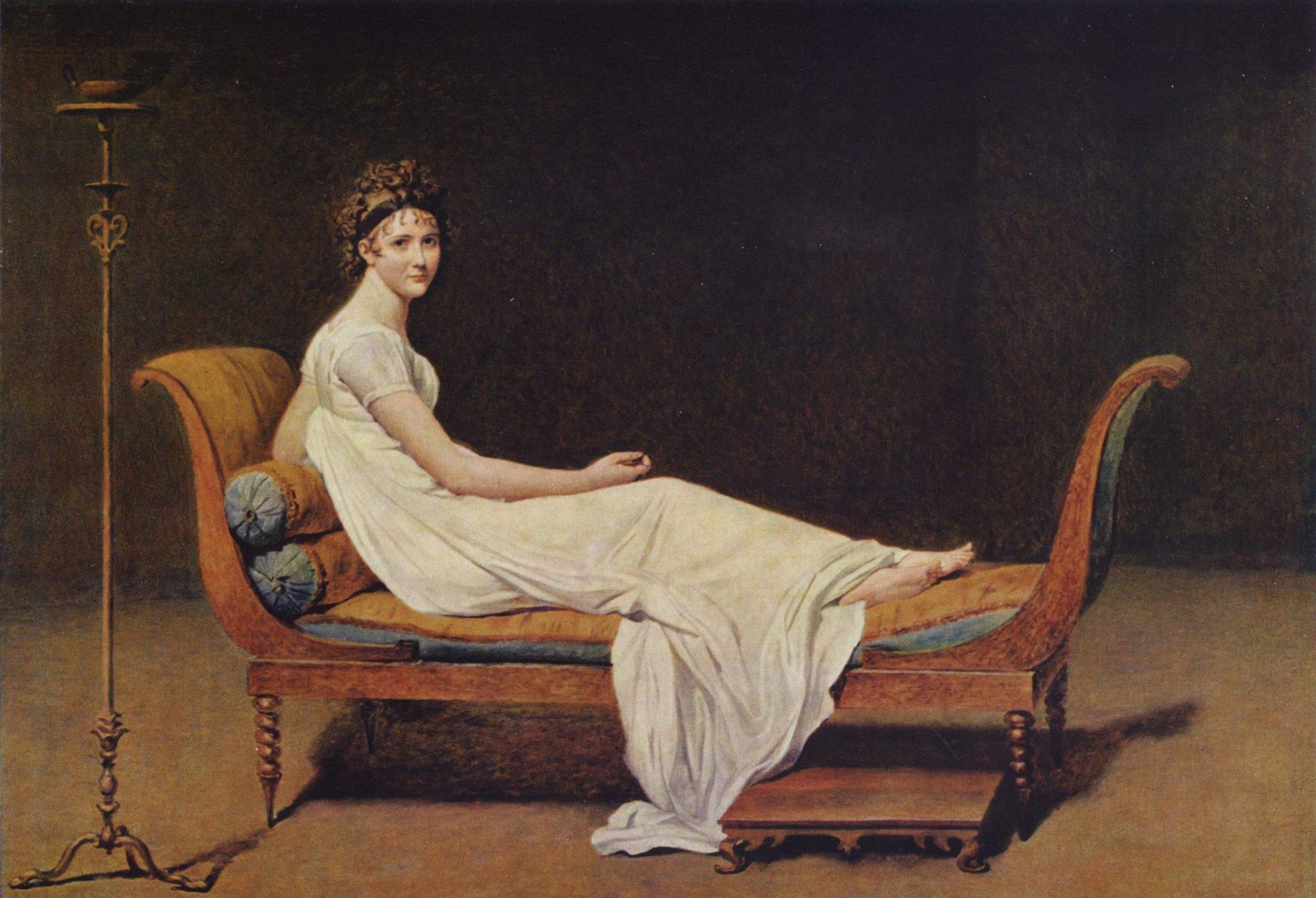
Jacques-Louis David: Julie Récamier leżąca na rekamierze

Rekamiera lub recamiera – szezlong z dwoma wysokimi oparciami wzdłuż krótszych boków, charakterystyczny dla meblarstwa okresu empire'u.
Nazwa pochodzi od nazwiska przedstawionej na portrecie J.L. Davida pani J.F. Récamier, spoczywającej na takim właśnie meblu.